# Niceta Trifillio
Niceta Trifillio (in greco Νικήτας Τριφύλλιος?; ... – 30 aprile 803) è stato uno dei più alti funzionari dell'Impero bizantino durante il regno dell'imperatrice Irene d'Atene (regno 797-802), ricoprendo la carica di Domestikos tōn scholōn.

## Biografia
Niceta appare per la prima volta nel singolare corteo trionfale di Irene il lunedì di Pasqua, il 1º aprile 799. All'epoca era già Domestikos tōn scholōn (comandante del reggimento d'élite degli Scholai) e titolare della suprema dignità di patrikios. Niceta era uno dei quattro patrikioi (insieme a Bardane il Turco, Costantino Boila e Sisinnio, fratello di Niceta) che guidavano i quattro cavalli bianchi che trainavano la carrozza imperiale, un ruolo che lo contraddistingue come uno dei più importanti sostenitori di Irene tra gli alti dignitari dello Stato.
Poche settimane dopo, a maggio, la salute di Irene peggiorò notevolmente e si aprì la questione della sua successione. A questo punto Niceta (e forse anche suo fratello) si alleò con l'eunuco Ezio per arginare l'influenza del potente primo ministro di Irene, l'eunuco Stauracio. I due si presentarono davanti all'imperatrice e lo accusarono di cospirare per impadronirsi del trono. Stauracio riuscì a cavarsela con un rimprovero da parte dell'imperatrice, ma si mosse per avere un supporto armato per contrastare il controllo di Ezio e Niceta sugli alti ufficiali dell'esercito. Le due fazioni rimasero in una fase di stallo fino al febbraio dell'800, quando a Stauracio fu vietato di avere contatti con l'esercito e Ezio fu promosso alla potente carica di stratego del thema Anatolikon. Nonostante Stauracio si ammalò poco dopo, i suoi sostenitori avviarono una ribellione in suo favore in Cappadocia. Stauracio morì però il 3 giugno 800, prima che la notizia giungesse alla capitale; la rivolta fu rapidamente repressa.
Nonostante il suo precedente sostegno a Irene, Trifillio si oppose alle politiche fiscali adottate dall'imperatrice nel corso dell'anno successivo, nonché alla crescente influenza di Ezio, che sostituì il fratello di Niceta, Sisinnio, come stratego di Thrake con il proprio fratello Leone. Egli fu quindi tra i protagonisti del rovesciamento dell'imperatrice da parte del Logothetes tou genikou, Niceforo I, il 31 ottobre 802. Rimase al suo posto di Domestikos tōn scholōn fino alla sua morte improvvisa, avvenuta il 30 aprile 803. I cronisti imperiali riportano la voce che sia stato avvelenato per ordine di Niceforo, ma data la continua stretta relazione di Niceforo con Sisinnio, ciò è improbabile.